# Menzingen
Menzingen je obec ve švýcarském kantonu Zug. Nachází se asi 6 kilometrů východně od hlavního města Zugu. Žije zde přibližně 4 500 obyvatel.

## Geografie
Menzingen leží v kopcovité krajině v severovýchodní části kantonu Zug a sousedí s kantonem Curych. Obec se skládá ze tří vesnic, které jsou zároveň místními částmi: Edlibach, Finstersee a Menzingen.
Od roku 2002 je Menzingen sídlem Kantonální školy Menzingen (KSM). V Menzingenu sídlí generalát Kněžského bratrstva svatého Pia X. a Institut sester svatého Kříže (tzv. Menzinger Schwestern).

## Historie

Most ve Finstersee

Menzingen je poprvé zmiňován v Liber Heremi kolem roku 1060 jako Mentzenheim, kdy hrabě Ulrich z Kyburgu za opata Hermanna (1051–1065) daroval statek klášteru Einsiedeln. Podle profesora Paula Kläuiho je tento místopisný název pravděpodobně pravopisnou chybou, protože ve známém opisu Aegidia Tschudiho je poznámka forte Mentzingen - Zugerbiet (snad Menzingen v oblasti Zugerbiet).
Poprvé se v listinách objevuje jako Mêincingin v letech 1217/22. Do stejného období spadají i další první zmínky o názvech míst na území obce, sedm mezi lety 1200 a 1250 a dalších šest mezi lety 1250 a 1300.
Alamanskou formu osídlení s četnými jednotlivými usedlostmi lze pozorovat dosud. Obec patří ke starým svobodným obcím tzv. venkovského panství Zugu.
V roce 1480 se Menzingen stal samostatnou farností; předtím byla místem bohoslužeb horské obce kaple v Schönbrunnu. Z této doby pochází gotická žebrová klenba v presbytáři kostela a kaple svaté Anny. Při stavbě současného kostela (1620–1637) vznikl nádherný hlavní oltář a bohatě vyřezávaný portál. Pozdní baroko a klasicismus charakterizují nástropní malby a barevné štukatury.

Menzigen, letecký pohled (1948)

Libellský spor v roce 1604 přinesl politickou nezávislost třem krajním venkovským obcím. To vedlo v roce 1611 k výstavbě radnice v Menzingenu. Dům byl v roce 1900 prodán a dnes stojí na adrese Hauptstrasse 5 jako Wirtschaft zum Rössli.
V roce 1821 založilo 37 řemeslníků bratrský spolek vážených mistrů z Menzingenu. Cech menzingenských mistrů se ujal výuky tovaryšů a později založil školu a zdravotní pojišťovnu. Od té doby je jediným řemeslnickým bratrstvem v kantonu Zug kromě cechů ve městě Zug. Dnes pěstuje především společenský život, zejména v den mistrovství během masopustního období.
V roce 1823 v souvislosti se sporem o rozdělení peněz z Vídeňského kongresu obec vyhlásila vystoupení z kantonálního spolku.
V roce 1835 bylo nad osadou Finstersee v pohoří Steigholz na řece Höhronen objeveno ložisko uhlí. I přes mělkost sloje se na několika místech v oblasti těžilo kvalitní hnědé uhlí. Vzhledem k obtížným podmínkám se zde dosahovalo jen malého zisku, takže poslední společnost ukončila těžbu v roce 1860. Těžba byla dočasně obnovena během obou světových válek.
V roce 1844 byla založena Kongregace sester svatého Kříže, které se staly známými jako Menzingské sestry a dosud působí po celém světě. V Menzingenu provozovaly také učitelský seminář Bernardy, který byl uzavřen v roce 2006.
Nespokojenost obyvatel Neuheimu, který od vrcholného středověku patřil k farnosti Menzingen, jež vyšla najevo během války o Sonderbund, vedla k oddělení farnosti Neuheim, které bylo provedeno v roce 1848. Od tohoto data jsou obě obce samostatné.

## Obyvatelstvo
| Vývoj počtu obyvatel | Vývoj počtu obyvatel | Vývoj počtu obyvatel | Vývoj počtu obyvatel | Vývoj počtu obyvatel | Vývoj počtu obyvatel | Vývoj počtu obyvatel | Vývoj počtu obyvatel | Vývoj počtu obyvatel | Vývoj počtu obyvatel | Vývoj počtu obyvatel | Vývoj počtu obyvatel | Vývoj počtu obyvatel | Vývoj počtu obyvatel | Vývoj počtu obyvatel |
| -------------------- | -------------------- | -------------------- | -------------------- | -------------------- | -------------------- | -------------------- | -------------------- | -------------------- | -------------------- | -------------------- | -------------------- | -------------------- | -------------------- | -------------------- |
| Rok                  | 1850                 | 1880                 | 1900                 | 1910                 | 1920                 | 1930                 | 1941                 | 1950                 | 1960                 | 1970                 | 1980                 | 1990                 | 2000                 | 2010                 |
| Počet obyvatel       | 2112                 | 2316                 | 2495                 | 2690                 | 2912                 | 2976                 | 2922                 | 3398                 | 3340                 | 3483                 | 3564                 | 4197                 | 4495                 | 4361                 |

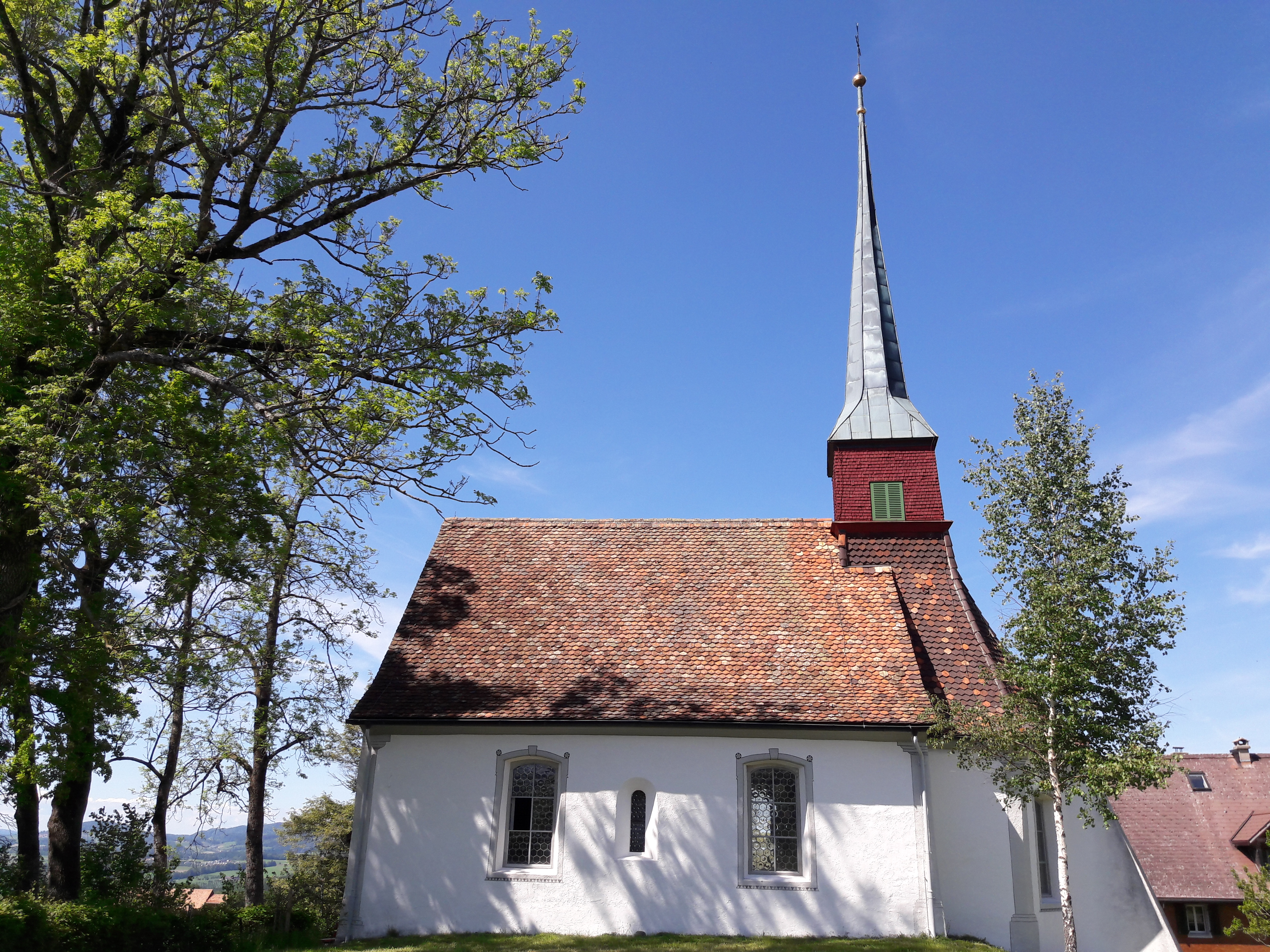
Kaple

K 31. prosinci 2021 v obci žilo 4597 obyvatel. Počet obyvatel se výrazně zvýšil zejména v posledních desetiletích. 

## Doprava
Obec leží mimo hlavní silnice a nemá ani železniční spojení; nejbližší dálnice i železniční stanice se nachází v kantonálním hlavním městě Zugu.

## Osobnosti
- Tony Rominger (* 1961), švýcarský cyklista, v obci vyrostl